# National Anti-Slavery Standard

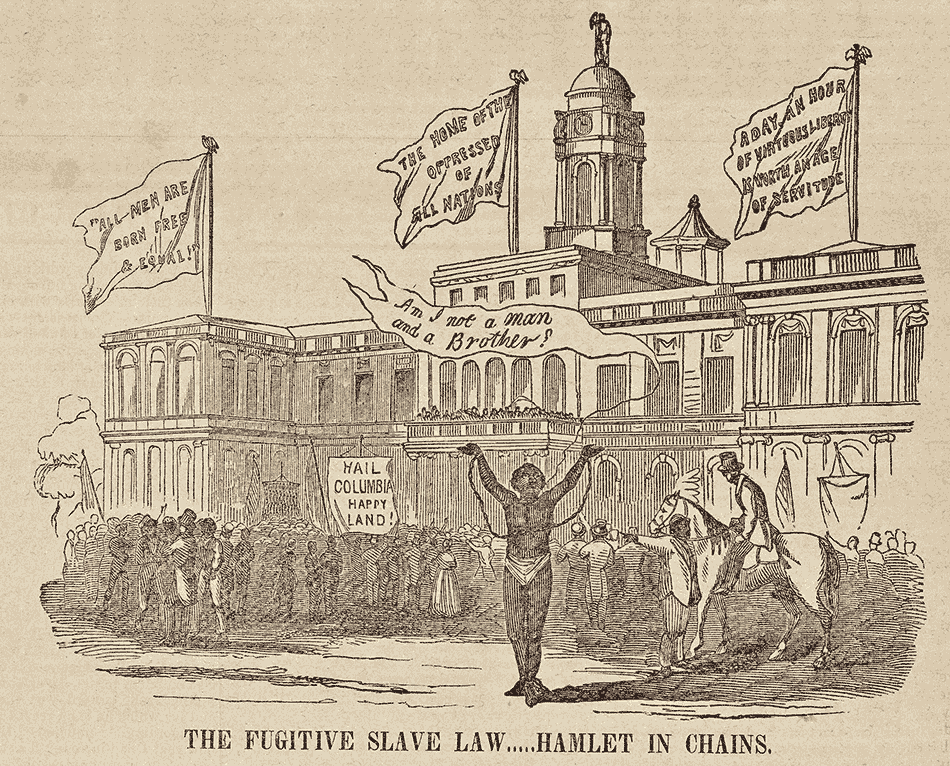
Il s'agit d'une publication du National Anti-Slavery Standard. Cette illustration datée du 17 octobre 1850, montre James Hamlet, capturé en vertu de la Fugitive Slave Act de 1850

Le National Anti-Slavery Standard était un journal hebdomadaire qui édité de 1840 à 1870 par l'American anti-slavery society, créée en 1833, qui comptait 1350 groupes locaux et 250 000 membres en 1838.
Ses fondateurs sont Lydia Maria Child et David Lee Child. Maria Weston Chapman (1806-1885) collabora à la publication et au financement du National Anti- Slavery Standard que William Lloyd Garrison lança à New York. La presse abolitionniste américaine comportait d'autres titres comme The Liberator et, plus tard, The Anti-Slavery Bugle.
Parmi ses contributeurs, Wendell Phillips, Sallie Holley   Après 1870, le magazine change de nom et de périodicité, ses croisades s'orientant de plus en plus vers la défenses des droits des femmes.